# 종분화
종분화(種分化, 영어: speciation)는 새로운 생물 종이 만들어지는 진화의 과정이다. 생물학자 오러터 F. 쿡(Orator F. Cook)은 친족 관계의 생물들에게서 나타나는 향상진화(Anagenesis)로서의 발생진화를 보고하여 친족 관계의 생물들에게서 나타나는 종분화의 사례를 최초로 제시하였다. 유전자 부동이 종분화에 기여하는 정도에 대해서는 아직까지도 토론이 계속되고 있다. 자연상태에서 생물의 종분화는 지리적 격리와 같은 이유로 진행된다. 종분화는 그 원인에 따라 이소적 종분화(allopatric), 근소적 종분화(peripatric), 측소적 종분화(parapatric), 동소적 종분화(sympatric)의 네 종류로 구분한다. 종분화는 축산학이나 실험실 연구 등의 인위적인 요인에 의해 진행될 수도 있다. 모든 종류의 종분화에 대한 사례가 관찰을 통해 보고되어 있다.
종분화의 기작을 보여주는 현상으로 고리종이 있다.

## 자연적 종분화

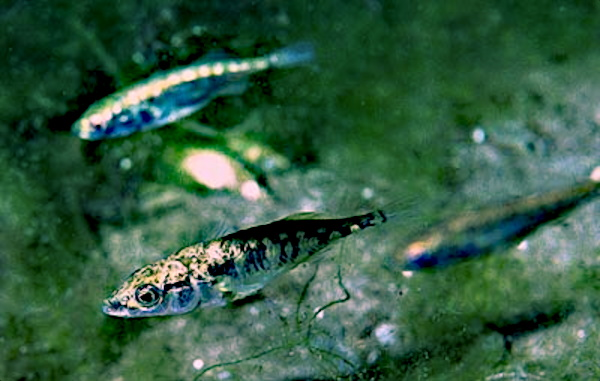
큰가시고기(Gasterosteus aculeatus)

종분화의 종류

모든 형태의 생물 종은 진화의 결과이다. 뿐만 아니라 종분화는 여전히 진행 중이며 그 결과 생물 다양성이 증가하게 된다.
큰가시고기의 사례를 통해 종분화를 살펴보면, 해양성 어류였던 큰가시물고기는 최근 빙하기 무렵에 여러 호수와 강으로 나뉘어 들어가 담수 어류가 되었다. 이후 지리적으로 격리된 큰가시물고기 군집들은 10,000 세대를 거치는 동안 환경에 따라 몸의 색, 크기, 턱구조와 같은 특징들이 다양하게 분화되었다.
종분화는 시간을 두고 유전형질이 변하여 나타나게 된다. 한편에서는 종분화가 언제나 일정하게 이루어지고 있는 현상이라 생각하는 반면, 닐스 엘드리지(Niles Eldredge)나 스티븐 제이 굴드와 같은 고생물학 학자들은 생물종들이 상당 기간 안정적인 상태에 머무르고 있다가 특정한 시간대에 종분화가 급격히 일어났다는 단속평형설을 제기하였다.
극단적 환경조건 내에서 빠른 자연 선택의 영향으로 종분화의 속도가 빨라지는 현상을 고속 진화(Rapid Evolution)이라고 부르며, 허드슨 강의 Tomcod를 비롯한 수많은 종들에서 이런 고속진화가 관찰되었다.

## 같이 보기
- 분별교배 (Assortative mating)
- 진화
- 대장균의 장기간 진화 실험
- 종분화의 역사